# Atentado de Palma Nova de 2009
El Atentado de Palma Nova de 2009 se produjo el 30 de julio de 2009 en la localidad turística española de Palma Nova, núcleo de población del municipio de Calviá, Mallorca (Islas Baleares). Fue perpetrado por la banda terrorista ETA utilizando una bomba lapa situada en los bajos de un coche patrulla de la Guardia Civil. Como resultado, dos guardias civiles fallecieron: Carlos Sáenz de Tejada García y Diego Salvá Lezaun. El atentado aconteció 36 horas después de que estallara un coche bomba en Burgos que tenía por objetivo una casa cuartel de la Guardia Civil. ETA no operaba en las Islas Baleares desde verano de 1995, fecha en la que un comando de la organización fue desarticulado mientras preparaban un atentado contra el rey de España durante su estancia en la isla de Mallorca para veranear. Nada más cometerse el atentado a las 13:30 hora local, las fuerzas de seguridad del Estado pusieron en marcha la denominada Operación Jaula que se activa tras cualquier ataque terrorista con el fin de identificar y arrestar a los responsables del mismo. Horas después, el 31 de julio, el Ministerio del Interior difundió las imágenes de los supuestos responsables de los atentados de Burgos y Palma Nova con el fin de que la colaboración ciudadana pudiera ayudar en sus detenciones y con la hipótesis de que todavía no habían abandonado la isla. Además fueron temporalmente cerrados los accesos marítimos y aéreos a la isla.
En el ayuntamiento se estaba llevando a cabo el pleno del mes de julio. Durante el transcurso de la sesión, un agente de la policía local entró en el consistorio, llamó al Concejal de Seguridad Ciudadana, Bartomeu Bonafé, y le comunicó que había ocurrido un grave suceso. Instantes después, el alcalde, Carlos Delgado Truyols, suspendía el pleno confirmando que había ocurrido un atentado, con dos víctimas mortales. El término de Calviá quedó completamente acordonado, con enormes atascos y realizándose controles policiales en todas sus rotondas.
Este fue también el último atentado con víctimas mortales de la organización terrorista en territorio español.

## La primera explosión
Se produjo a las 13:50, provocada por un explosivo situado debajo de un coche patrulla perteneciente a la Guardia Civil de España, provocando la muerte de dos efectivos del cuerpo: Diego Salvá Lezaun y Carlos Sáenz de Tejada García; uno murió instantáneamente, y el otro fue intentado reanimar por las asistencias, falleciendo minutos más tarde.
La bomba explotó en uno de los lugares con mayor afluencia turística de la isla, expandiendo el pánico y la confusión entre los residentes y los mismos turistas. A varios metros del cuartel, se encuentran las oficinas del IFOC, el centro médico local, la oficina de correos y un establecimiento hotelero. Los reyes de España poseen su residencia vacacional en el Palacio de Marivent tan sólo a 8 km de donde se produjo el atentado, teniendo prevista su llegada para el fin de semana siguiente. Entre tanto, las autoridades de Baleares, reforzaron de inmediato la seguridad, realizando el bloqueo físico de la isla, la Operación Jaula, bloqueo temporal por aire y por mar, para impedir la salida de los responsables.

## Hallazgo de una segunda bomba
Mientras la Guardia Civil hacía su rastreo en busca de otras bombas, un perro de la Guardia Civil entrenado para detectar explosivos, detectó otra bomba debajo de un vehículo, también patrulla de la guardia civil, creciendo más la preocupación de que se hallasen más artefactos, e intensificando la búsqueda.
A la vez que se escudriñaba la isla y se ponía en marcha el bloqueo de alerta, los Tedax de la Guardia Civil intentaron desactivar la segunda bomba, pero al comprobar que no era posible, optaron por realizar una explosión controlada de la misma. El vehículo en el que había sido instalada estaba averiado, por lo que no habría provocado ninguna fatalidad directa.

## Extremos controles en la isla
Después de la detonación, se extremaron los controles en toda la isla de Mallorca, incluyendo el bloqueo marítimo y aéreo, para intentar  retener a los asesinos en la isla y facilitar su detención.
Cada rincón de la isla fue escudriñado en busca de nuevos blancos; se revisaron numerosos vehículos para comprobar la presencia de posibles explosivos, así como lugares públicos, privados y organismos oficiales de las islas, sin encontrar más artefactos que el hallado en el coche patrulla en reparaciones. En la investigación la Benemérita solicitó también las grabaciones de las cámaras de seguridad de los establecimientos hoteleros de la zona.

## Las víctimas
Como resultado del atentado, fallecieron los dos guardias civiles que tripulaban el vehículo: 
- Diego Salvá Lezaun, nacido en Pamplona en 1981, hijo de una pamplonesa y del afamado urólogo mallorquín Antonio Salvá Verd. Había ingresado en el cuerpo el 25 de agosto de 2008, y poco después sufrió un gravísimo accidente de motocicleta que le mantuvo varias semanas en coma. Fue destinado a Palma en enero de 2009, donde se encontraba como alumno en prácticas.[10] Llevaba cuatro días asignado al cuartel de Palmanova.[11] Fue enterrado el 30 de agosto en el cementerio de Palma.[12] El 5 de agosto el Ayuntamiento de Pamplona acordó por unanimidad poner su nombre a una calle en la zona de Ripagaina.[13]

- Carlos Sáenz de Tejada García, nacido en Burgos en 1980. Tras finalizar sus estudios secundarios se incorporó al ejército, siendo destinado al acuartelamiento de Castrillo del Val en la provincia de Burgos. Se incorporó a la Guardia Civil en febrero de 2008, y en julio fue destinado a Mallorca, donde cumplía un año de servicio.[14] Tras los funerales celebrados en Palma, su cuerpo fue trasladado a Burgos, donde fue enterrado el 1 de agosto.[15] Al igual que ocurrió con su compañero, el Ayuntamiento de Burgos acordó también la concesión de una calle de la ciudad en memoria de Sáenz de Tejada, que además fue nombrado Hijo Predilecto.[16]

### Homenajes
A los funerales por las dos víctimas celebrados en Palma al día siguiente del atentado asistieron tanto los Príncipes de Asturias como el presidente del Gobierno, José Luis Rodríguez Zapatero, el jefe de la oposición, Mariano Rajoy y el lehendakari Patxi López. El presidente impuso a los fallecidos la Cruz de Oro al Mérito de la Guardia Civil, y el municipio de Calviá acordó la dedicatoria de sendas calles de la localidad en memoria de Salvá y Sáenz de Tejada.

## Artefacto usado
El método utilizado por los terroristas fue una bomba lapa, un tipo de bomba que se detona a distancia, pero las Fuerzas y Cuerpos de Seguridad no descartaron que hubiera sido utilizado un temporizador, que hubiera marcado la hora y la fecha de detonamiento, lo que hubiera facilitado que los terroristas instalasen la bomba mucho antes, y hubieran podido huir de las islas, dejando así programados los artefactos explosivos.
El día después del atentado, los investigadores confirmaron la presencia de temporizadores en las bombas, y la posibilidad de que los terroristas hubieran huido la noche del miércoles.
Además, las investigaciones confirmaron el empleo de nueva tecnología en la fabricación de los artefactos, considerados prácticamente invisibles, el segundo de los cuales fue fotografiado para su estudio antes de ser explosionado.

## Repercusión mundial
Los atentados, además de en España, fueron condenados en el resto del mundo:
- España: José Luis Rodríguez Zapatero, en el palacio de la Moncloa, declaró y condenó el atentado, calificándolo como "vil".[23]
- México: Felipe Calderón condena los atentados en España[24]
- Venezuela: Hugo Chávez y Gabinete, condenan "rotundamente" el atentado en las Baleares.[25]
- Brasil: Lula Da Silva condena ataques a España y los repudia.[26]
- Alemania: Angela Merkel condena atentado y garantiza a Zapatero su apoyo contra el terrorismo.[27]

Asimismo, también se recibieron condolencias y apoyo por parte del portavoz del Consejo de Seguridad Nacional de los Estados Unidos, la Comisión Europea, el presidente de la Alianza de los Socialistas y Demócratas del Parlamento Europeo, y los Gobiernos de Francia y Honduras.

## Detenciones
El día 19 de agosto del mismo año, la gendarmería francesa en cooperación con las fuerzas de seguridad españolas, detuvieron en Saboya a tres de los presuntos terroristas que integraban la logística militar de la organización. Los detenidos eran los encargados de suministrar armas y explosivos a los comandos que luego atentaban en España. Los agentes, en un registro efectuado en la casa donde se escondían, encontraron varias pistolas en su poder. 
Machain Beraza, uno de los detenidos, está considerado como uno de los posibles responsables de la última ofensiva de la banda terrorista en la casa cuartel de Burgos y de la de Palmanova. En octubre de 2003 ya fue condenado a un año de cárcel por un delito de exaltación consistente en la colocación de una pancarta en una calle de Pamplona apoyando a los etarras Hodei Galarraga y Egoitz Gurruchaga, los cuales fallecieron al estallarles el coche en el que se trasladaban por estar cargado de explosivos.